# جيمي ريفيرا (مقاتل)
جيمي إرنستو ريفيرا (بالإنجليزية: Jimmie Ernesto Rivera؛ مواليد 29 يونيو 1989) هو مُقاتل فنون قتالية مختلطة أمريكي.

## وصلات خارجية
- جيمي ريفيرا (مقاتل) على موقع يو إف سي (الإنجليزية)
- جيمي ريفيرا (مقاتل) على موقع بيلاتور (الإنجليزية)
- جيمي ريفيرا (مقاتل) على موقع شيردوغ (الإنجليزية)
- جيمي ريفيرا (مقاتل) على موقع Tapology.com (الإنجليزية)
- جيمي ريفيرا (مقاتل) على موقع IMDb (الإنجليزية)
- جيمي ريفيرا (مقاتل) على موقع قاعدة بيانات الفيلم (الإنجليزية)